# Mamostong Kangri
También conocido como K35, el Mamostong Kangri o Mamostang Kangri (en hindi: मामोस्तोंग कांगरी), es el pico más alto de la remota Rimo Muztagh, subcordillera del Karakórum, en el estado de la India de Jammu y Cachemira, cerca de la frontera con China. Se localiza aproximadamente a 30 km al este-sudeste del morro del glaciar de Siachen. Es el pico independiente número 48 más alto del mundo (con una prominencia aislada de 500 m).
El glaciar Chong Kumdan Sur, y los glaciares Kichik Kumdan (Thangman), Mamostong, y South Terong se concentran en las laderas del Mamostong Kangri.
La montaña es poco visitada debido a su ubicación remota, y a la inestable situación política y militar de la región. La primera exploración europea al pico fue en 1907, por el misionero inglés Arthur Neve y por D. G. Oliver. La primera ascensión fue lograda en 1984, por una expedición indo-japonesa, por la vía de la arista Noreste, después de una complicada aproximación. El equipo a la cumbre estaba conformado por N. Yamada, K. Yoshida, R. Sharma, P. Das, y H. Chauhan.
El Himalayan Index registra 4 ascensiones adicionales a este pico; sin embargo, dos de estos registros pueden referirse a una misma escalada.

## Resumen de ascensiones
| Año  | Expedición                           | Líder               | Ruta                                        |
| ---- | ------------------------------------ | ------------------- | ------------------------------------------- |
| 1984 | Indo-japonesa                        | Coronel B. S Sandhu | Glaciar Mamostong /Collado M. / Arista Este |
| 1988 | Ejército indio (scouts ladak)        | Anand Mohan Sethi   | Glaciar Thangman / Arista Este              |
| 1989 | Ejército indio                       | M. P Yadav          | Glaciar Mamostong /Collado M./Arista Este   |
| 1990 | Fuerza de Seguridad Fronteriza (BSF) | S. C Negi           | Glaciar Mamostong /Collado M./Arista Este   |
| 1992 | Women's Pre Everest                  | Bachendri Pal       | Glaciar Mamostong /Collado M./Arista Este   |
| 1992 | Expedición indo-austriaca            | N. Ravi Kumar       | Glaciar Mamostong /Collado M./Arista Este   |
| 2007 | Ejército indio                       | Coronel Ashok Abbey | Glaciar Thangman / Arista Este              |
| 2007 | Expedición indo-francesa             | Chewang Motup Goba  | Glaciar Mamostong /Collado M./Arista Este   |
| 2009 | Ejército indio (EME)                 | Maj. V. Ahlawat     | Glaciar Mamostong /Collado M./Arista Este   |
| 2010 | The Himalayan Club                   | P. C. Sahoo         | Glaciar Mamostong /Collado M./Arista Este   |